# Geniostoma celastrineum
Geniostoma celastrineum är en tvåhjärtbladig växtart som beskrevs av Henri Ernest Baillon. Geniostoma celastrineum ingår i släktet Geniostoma och familjen Loganiaceae. Inga underarter finns listade i Catalogue of Life.